# Paranthrene sesiiformis
Paranthrene sesiiformis is een vlinder uit de familie wespvlinders (Sesiidae), onderfamilie Sesiinae.
Paranthrene sesiiformis is voor het eerst wetenschappelijk beschreven door Moore in 1858. De soort komt voor in het Oriëntaals gebied.